# Zerra I
Zerra I (später Zerra One) war eine irische New-Wave-Band. Die Gruppe war von 1982 bis etwa 1987 aktiv und veröffentlichte in dieser Zeit drei Studioalben bei Mercury Records. Die Musik von Zerra I wurde mit U2 verglichen, der kommerzielle Durchbruch gelang den Musikern trotz einiger Achtungserfolge jedoch nicht.

## Bandgeschichte
Zerra I wurde 1982 von Paul Bell (Gesang, Keyboard) und Andreas Grimminger (E-Gitarre) gegründet. Wenig später wurde die erste Besetzung mit Bassist Adrian Wyatt und Schlagzeuger Korda Marshall vervollständigt und das Demo Let’s Go Home aufgenommen. Danach wurde Marshall durch Mike Mesbur ersetzt. Es folgten einige Single-Veröffentlichungen, von denen sich 1983 The Banner of Love (How I Run to You) auf Platz 33 der U.K. Independent Charts platzieren konnte. 1984 erschien das Debütalbum bei Mercury Records, gefolgt von Mountains and Waters noch im gleichen Jahr und The Domino Effect im Jahr 1986.
Trotz eines Achtungserfolges mit der Single Rescue Me, die sich Anfang 1986 auf Platz 82 der britischen Musikcharts platzieren konnte, gelang es Zerra I nicht, kommerziell in Großbritannien Fuß zu fassen. Auch MTV und die USA zeigten kein Interesse. Um 1987 löste Zerra I sich auf.

## Diskografie
Alben
- 1984: Zerra I
- 1984: Mountains and Waters
- 1986: The Domino Effect

Singles
- 1983: The West’s Awake
- 1983: The Banner of Love (How I Run to You)
- 1984: Ten Thousand Voices, Message From the Peoples
- 1984: Tumbling Down
- 1984: Mountains and Water
- 1985: Rescue Me
- 1985: Domino Effect
- 1986: Forever and Ever